# Thomas Kahlenberg
Thomas Kahlenberg (ur. 20 marca 1983 w Hvidovre) – duński piłkarz, 47-krotny reprezentant Danii. Występował na pozycji ofensywnego pomocnika.

## Kariera klubowa
W dzieciństwie grał w miejscowej drużynie w Hvidovre IF. Od roku 1998 grał w drużynie juniorskiej Brøndby IF. Z rokiem 2001 przeszedł do seniorów. Grał tam do 2005 roku, gdy zmienił klub na francuski AJ Auxerre. Latem 2009 roku zmienił klub na VfL Wolfsburg. Grał też w Evian TG i Brøndby IF.
| Sezon   | Klub            | Kraj    | Rozgrywki  | Mecze | Bramki | Rozgrywki Europy | Mecze | Bramki |
| ------- | --------------- | ------- | ---------- | ----- | ------ | ---------------- | ----- | ------ |
| 2001/02 | Brøndby IF      | Dania   | SAS Ligaen | 2     | 0      | –                | –     | –      |
| 2002/03 | Brøndby IF      | Dania   | SAS Ligaen | 32    | 6      | –                | –     | –      |
| 2003/04 | Brøndby IF      | Dania   | SAS Ligaen | 30    | 11     | –                | –     | –      |
| 2004/05 | Brøndby IF      | Dania   | SAS Ligaen | 33    | 13     | –                | –     | –      |
| 2005/06 | AJ Auxerre      | Francja | Ligue 1    | 38    | 8      | –                | –     | –      |
| 2006/07 | AJ Auxerre      | Francja | Ligue 1    | 29    | 4      | Liga Europa UEFA | 4     | 0      |
| 2007/08 | AJ Auxerre      | Francja | Ligue 1    | 29    | 2      | –                | –     | –      |
| 2008/09 | AJ Auxerre      | Francja | Ligue 1    | 34    | 5      | –                | –     | –      |
| 2009/10 | VfL Wolfsburg   | Niemcy  | Bundesliga | 12    | 0      | –                | –     | –      |
| 2010/11 | VfL Wolfsburg   | Niemcy  | Bundesliga | 15    | 1      | –                | –     | –      |
| 2011/12 | VfL Wolfsburg   | Niemcy  | Bundesliga | 0     | 0      | –                | –     | –      |
| 2011/12 | Evian TG (wyp.) | Francja | Ligue 1    | 17    | 2      | –                | –     | –      |
| 2012/13 | VfL Wolfsburg   | Niemcy  | Bundesliga | 13    | 0      | –                | –     | –      |
| 2013/14 | Brøndby IF      | Dania   | SAS Ligaen | 23    | 2      | –                | –     | –      |
| 2014/15 | Brøndby IF      | Dania   | SAS Ligaen | 21    | 2      | Liga Europy UEFA | 2     | 0      |
| 2015/16 | Brøndby IF      | Dania   | SAS Ligaen | 13    | 1      | Liga Europy UEFA | 0     | 0      |
| 2016/17 | Brøndby IF      | Dania   | SAS Ligaen | 2     | 1      | Liga Europy UEFA | 0     | 0      |

## Kariera reprezentacja
Od 2003 do 2014 roku występował kadrze narodowej Danii. Wcześniej w latach 2002–2006 grał w U-21.